# Setrojenar
Setrojenar is een bestuurslaag in het regentschap Kebumen van de provincie Midden-Java, Indonesië. Setrojenar telt 2702 inwoners (volkstelling 2010).